# Религия Урарту
Рели́гия (мифоло́гия) Ура́рту — система верований, принятая в Урарту, древнем государстве Передней Азии, которое существовало в период с VIII по VI века до н. э. на территории Армянского нагорья. Религия Урарту была типичной для ближневосточных деспотических государств Древнего мира политеистической религией и уходила корнями в более древние религиозные системы Месопотамии и Анатолии. Аналогично другим религиозным системам Древнего Востока в урартской религии существовал большой пантеон божеств, покровительствующих различным явлениям. Верховным богом урартского пантеона являлся бог Халди. Связь людей с божествами пантеона устанавливалась через ритуалы жертвоприношений. Религия Урарту также включала в себя характерные для Древнего Востока мотивы дерева жизни, змия, крылатого диска и др., которые совпадали с аналогичными элементами других религиозных систем Древней Месопотамии. Характерной чертой религии Урарту являлась относительная религиозная терпимость, что было обусловлено многонациональной структурой государства.

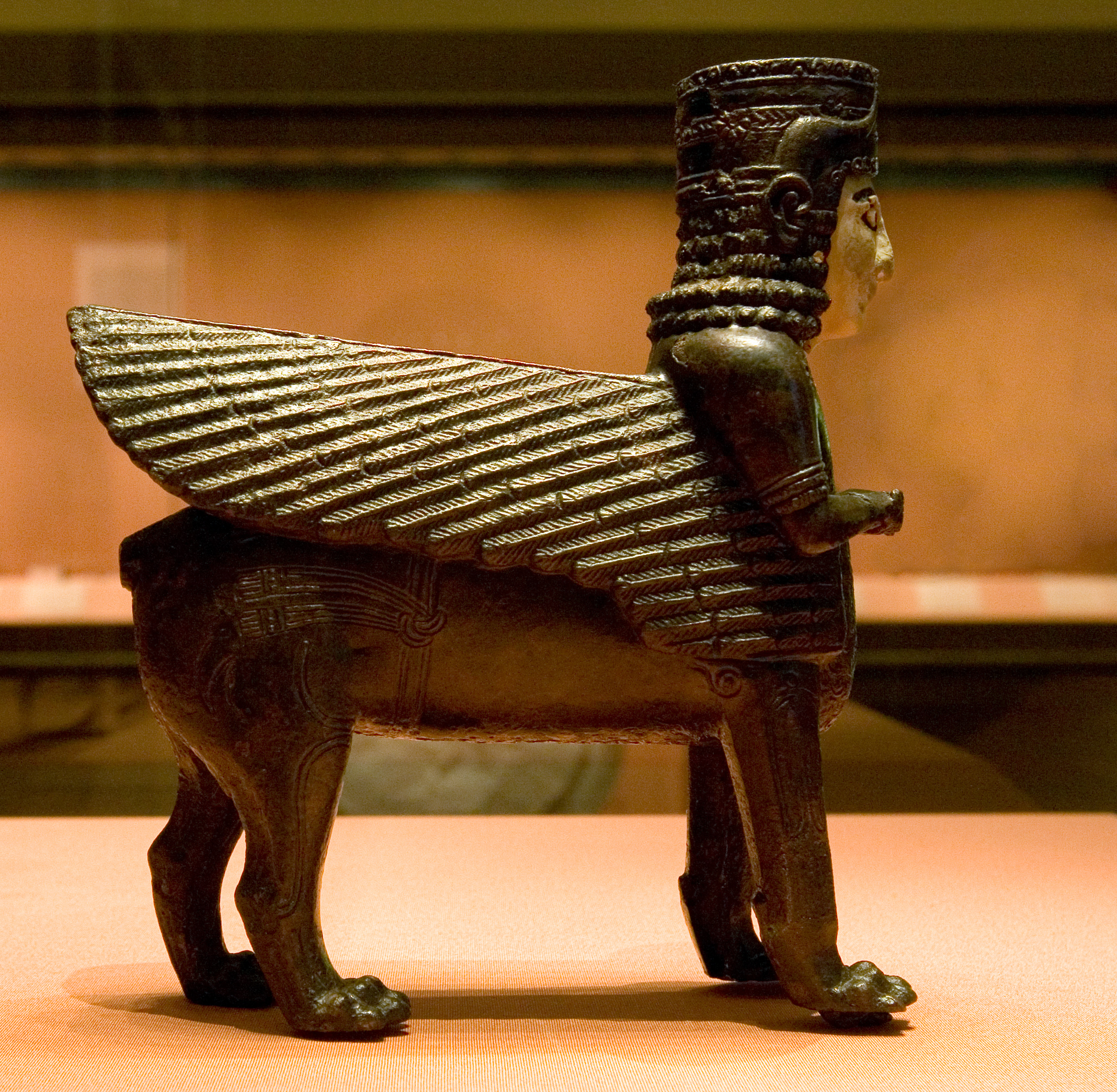
Урартское крылатое божество, бронза, Топрак-кале, Эрмитаж

## Источники для изучения урартской религии

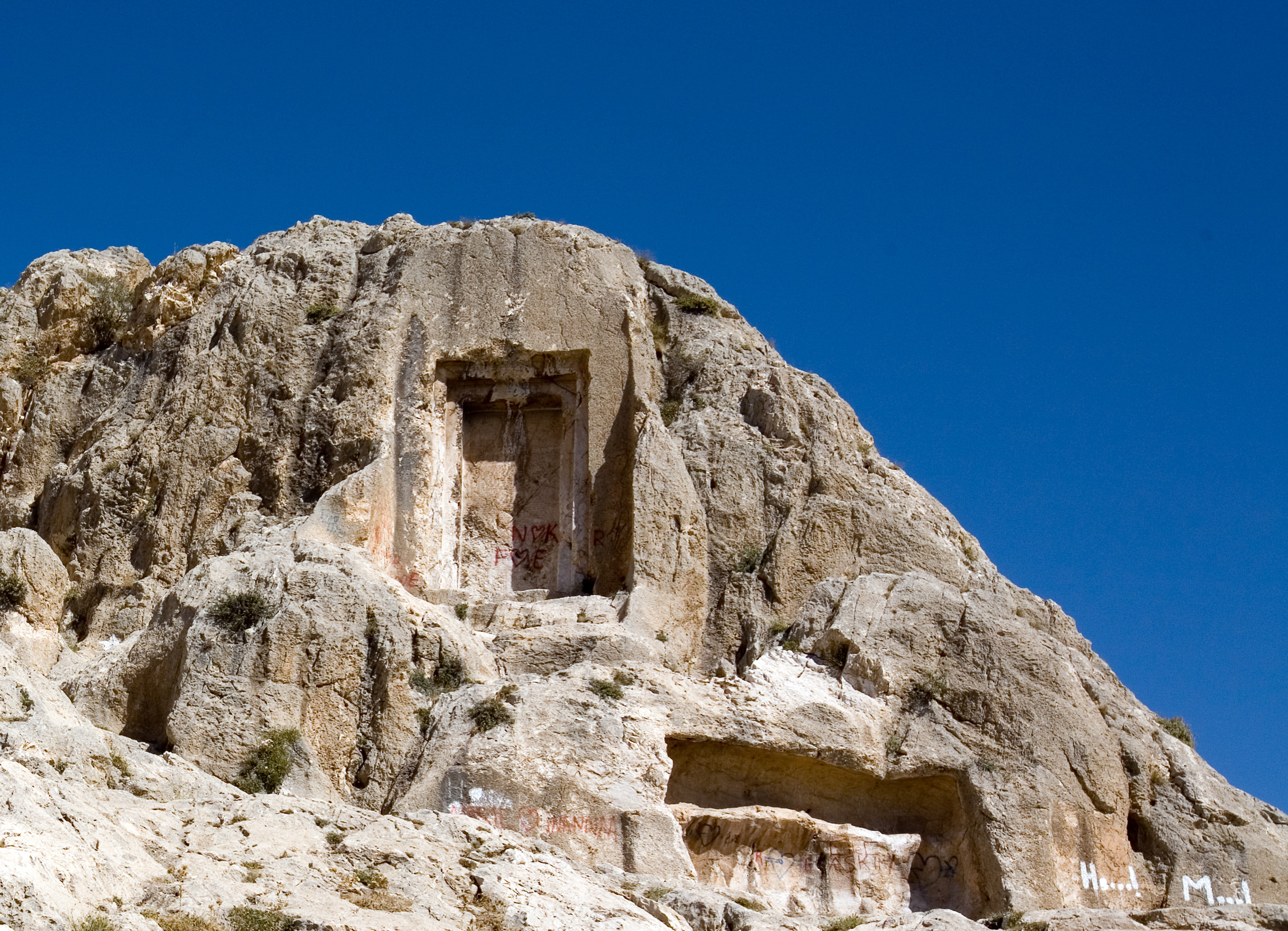
Т. н. «Дверь Мхера» — «врата бога» близ Русахинили

### Верховные боги Урарту

Изображения верховных урартских богов. Реконструкция изображений со щита, обнаруженного в урартской крепости Анзаф, и с пекторали из Британского музея.
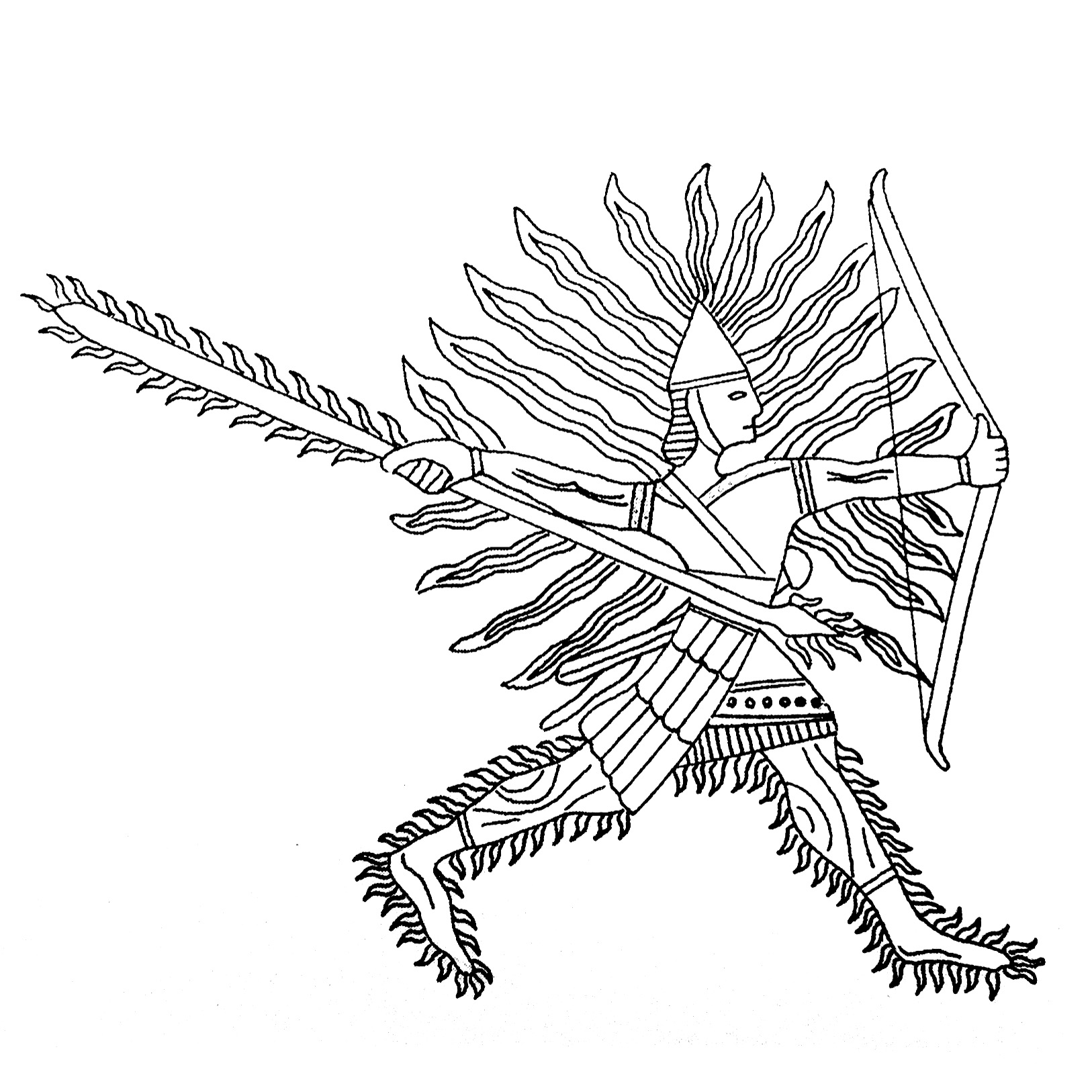
Верховный бог Халди, вооружённый огнём
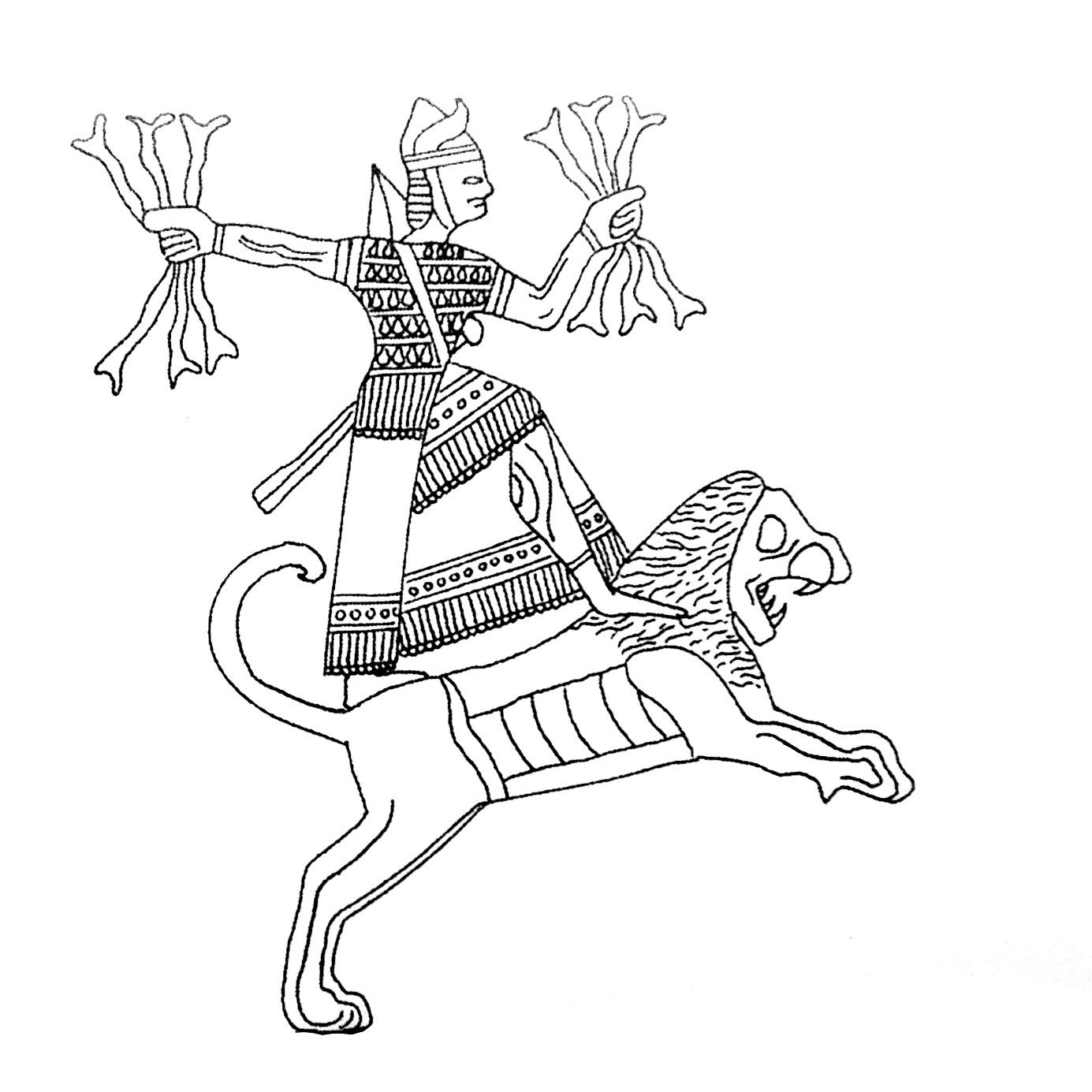
Бог грома, Тейшеба, верхом на льве
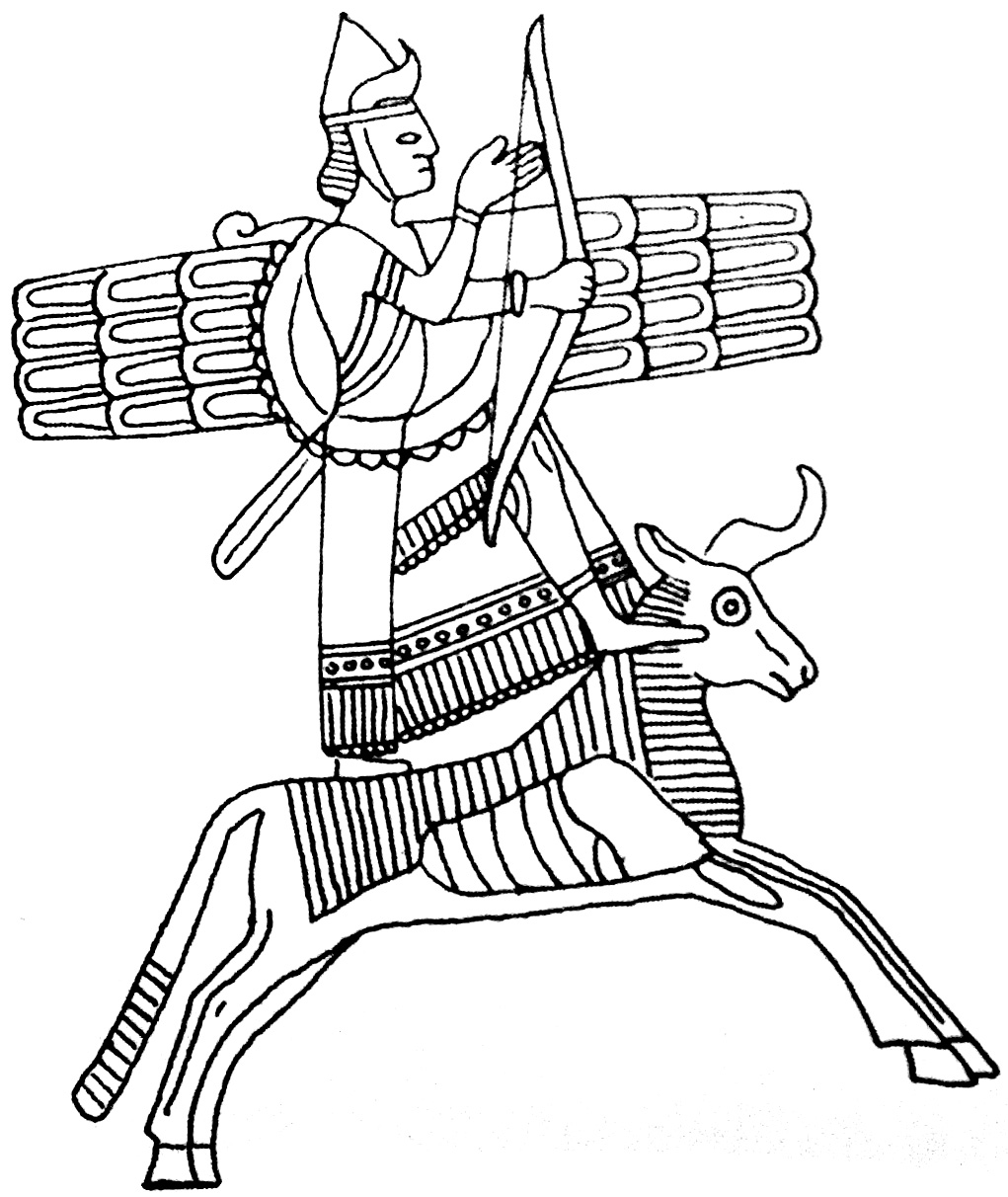
Бог солнца, Шивини, верхом на быке
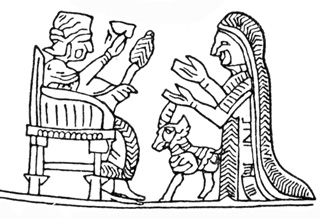
Богиня Арубаини, супруга бога Халди

### Грифоны и ангелы

Изображения крылатых божеств
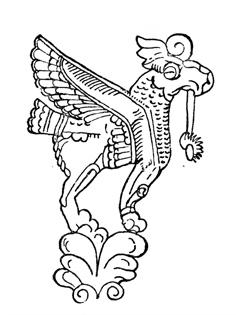
Прорисовка грифона с урартского пояса, Кармир-Блур, Исторический музей Армении
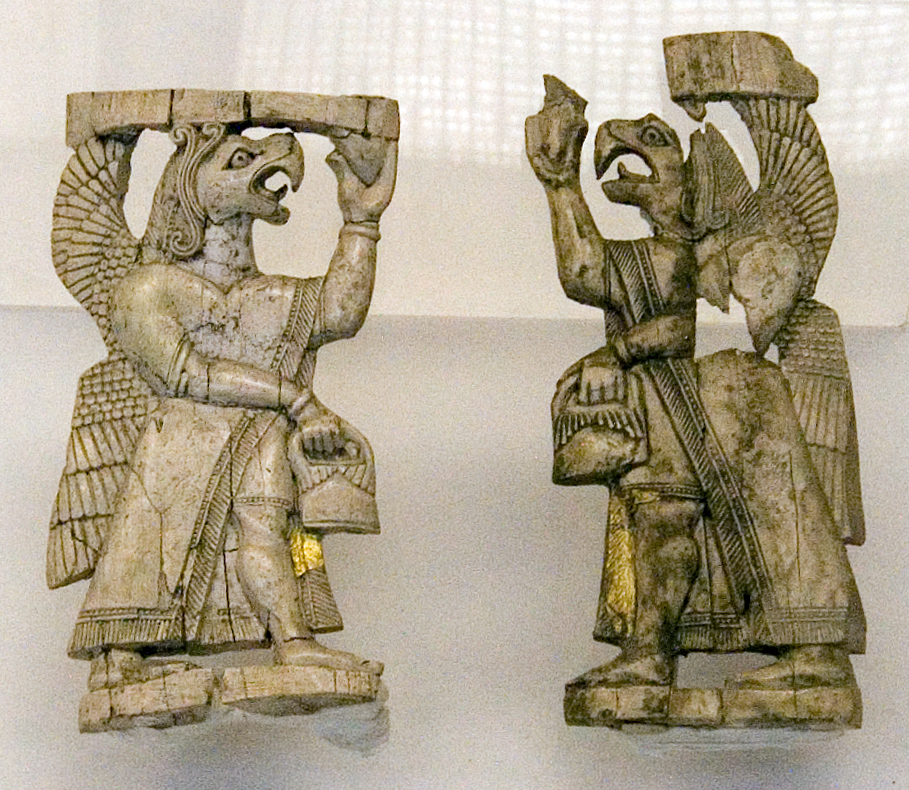
Крылатые божества, резьба по кости, Топрак-кале, Музей анатолийских цивилизаций.
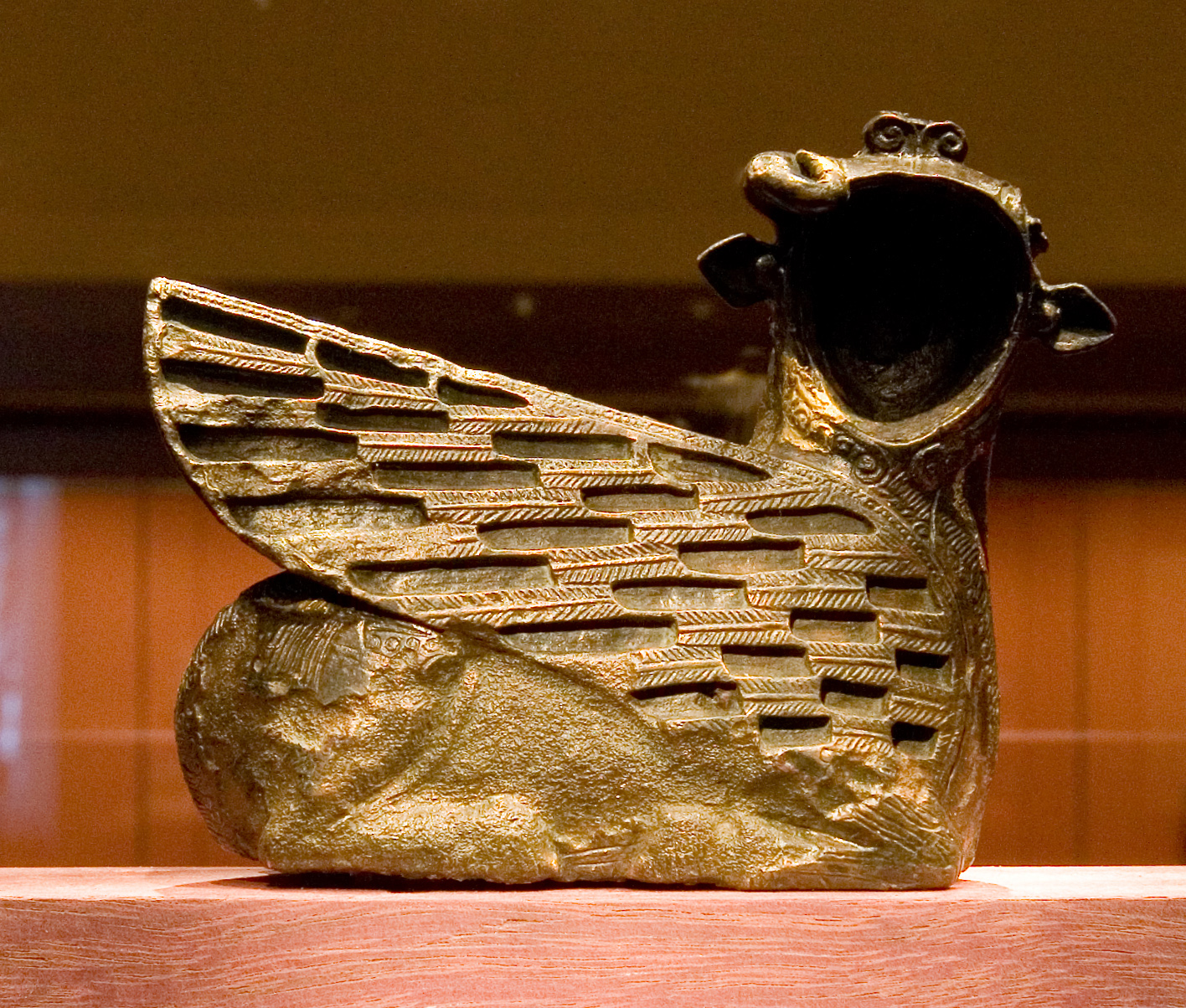
Крылатое божество, украшавшее урартский трон, бронза, Топрак-кале, Эрмитаж.

### Крылатый диск

Изображения крылатого диска
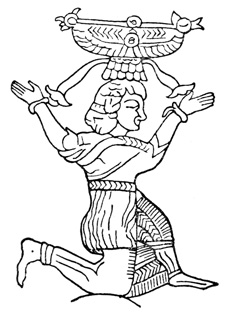
Прорисовка бога Шивини с урартского пояса, Кармир-Блур, Исторический музей Армении
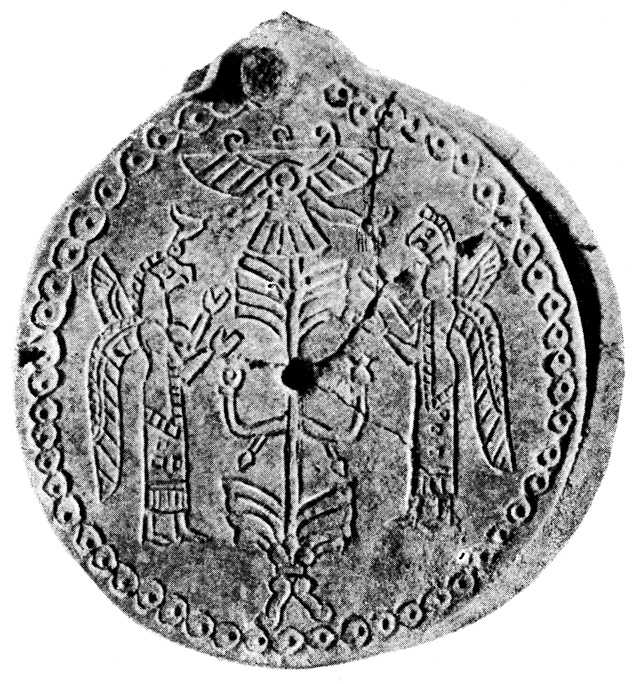
Крышка каменной шкатулки, Кармир-Блур, музей «Эребуни». Крылатый диск сочетается с мотивом поклонения дереву жизни.
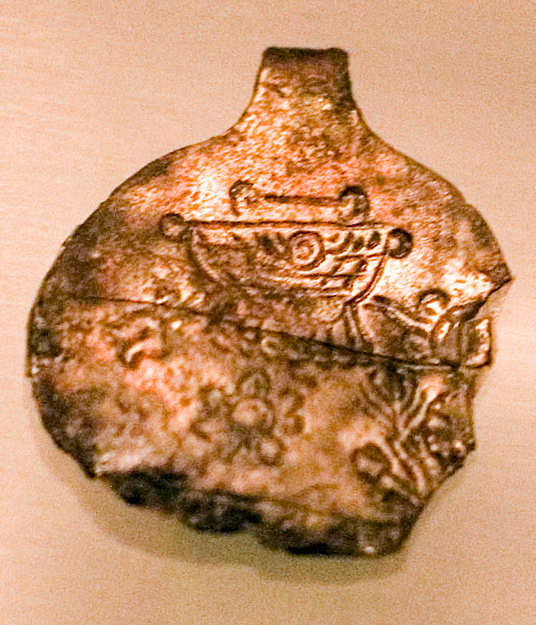
Серебряный медальон периода упадка Урарту, Кармир-Блур, Исторический музей Армении

## Богослужение

Богослужение в Урарту
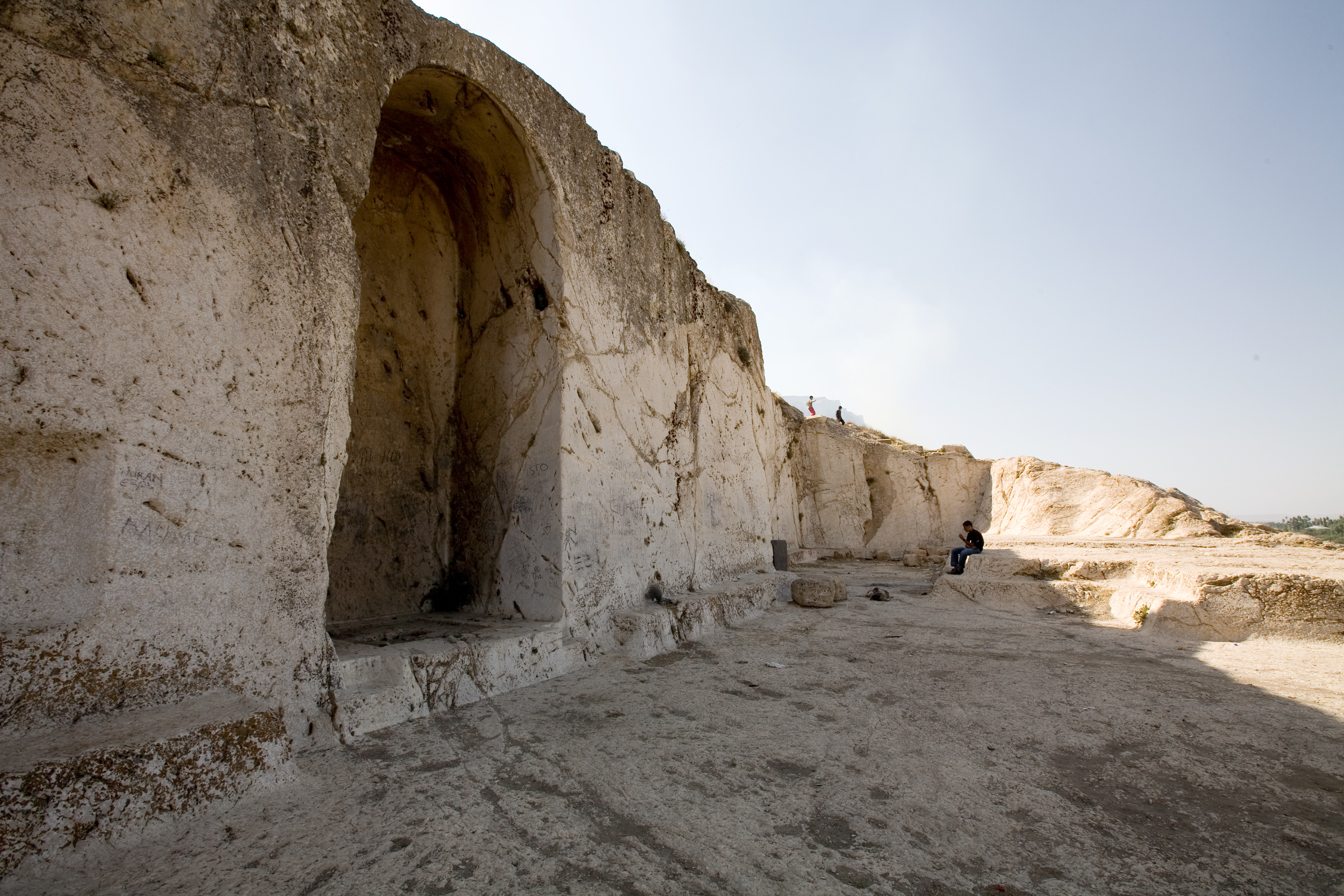
Площадка в Тушпе, на Ванской скале где происходили жертвоприношения
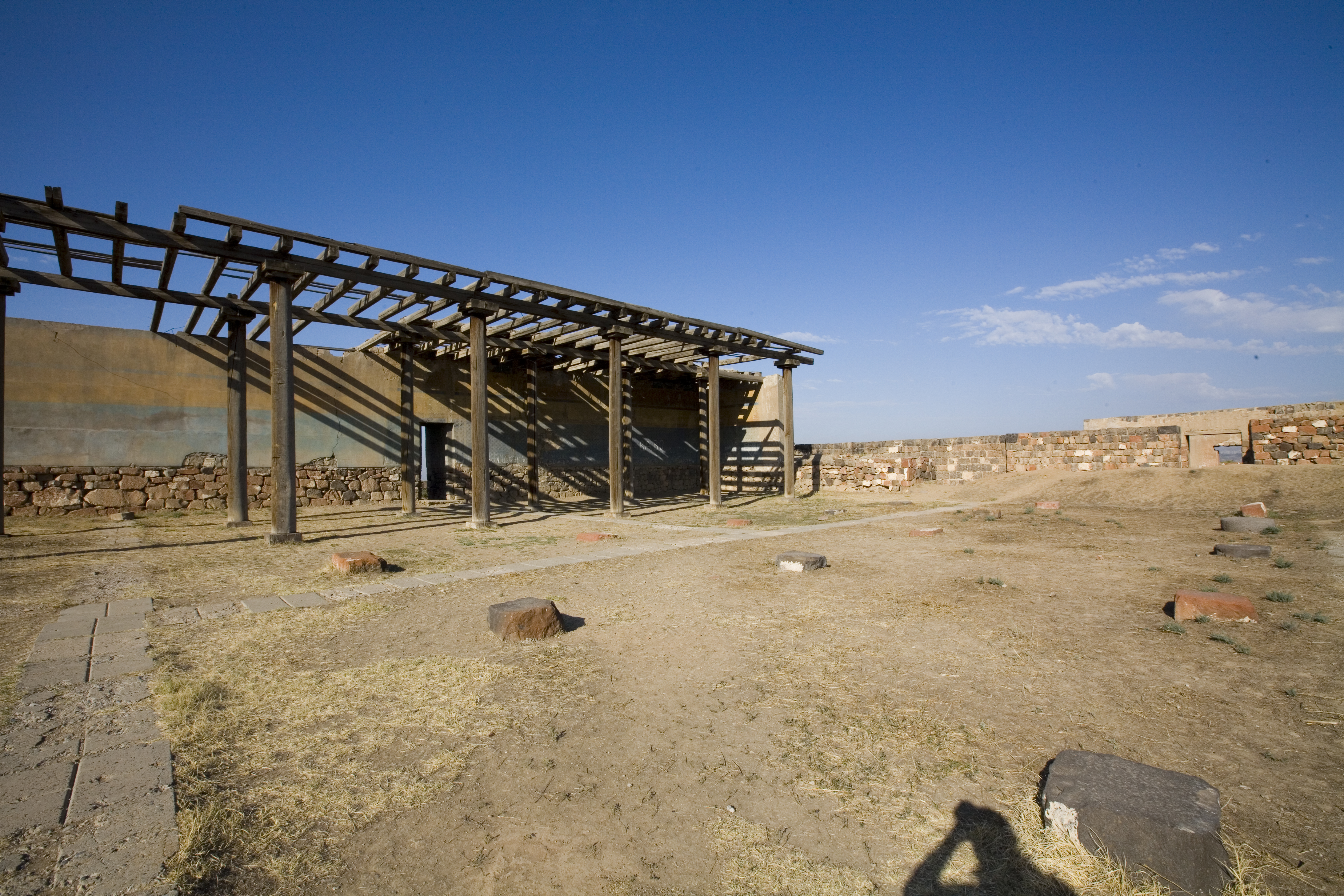
Восстановленная стена храма бога Халди с фресками и элементами перистиля, Эребуни
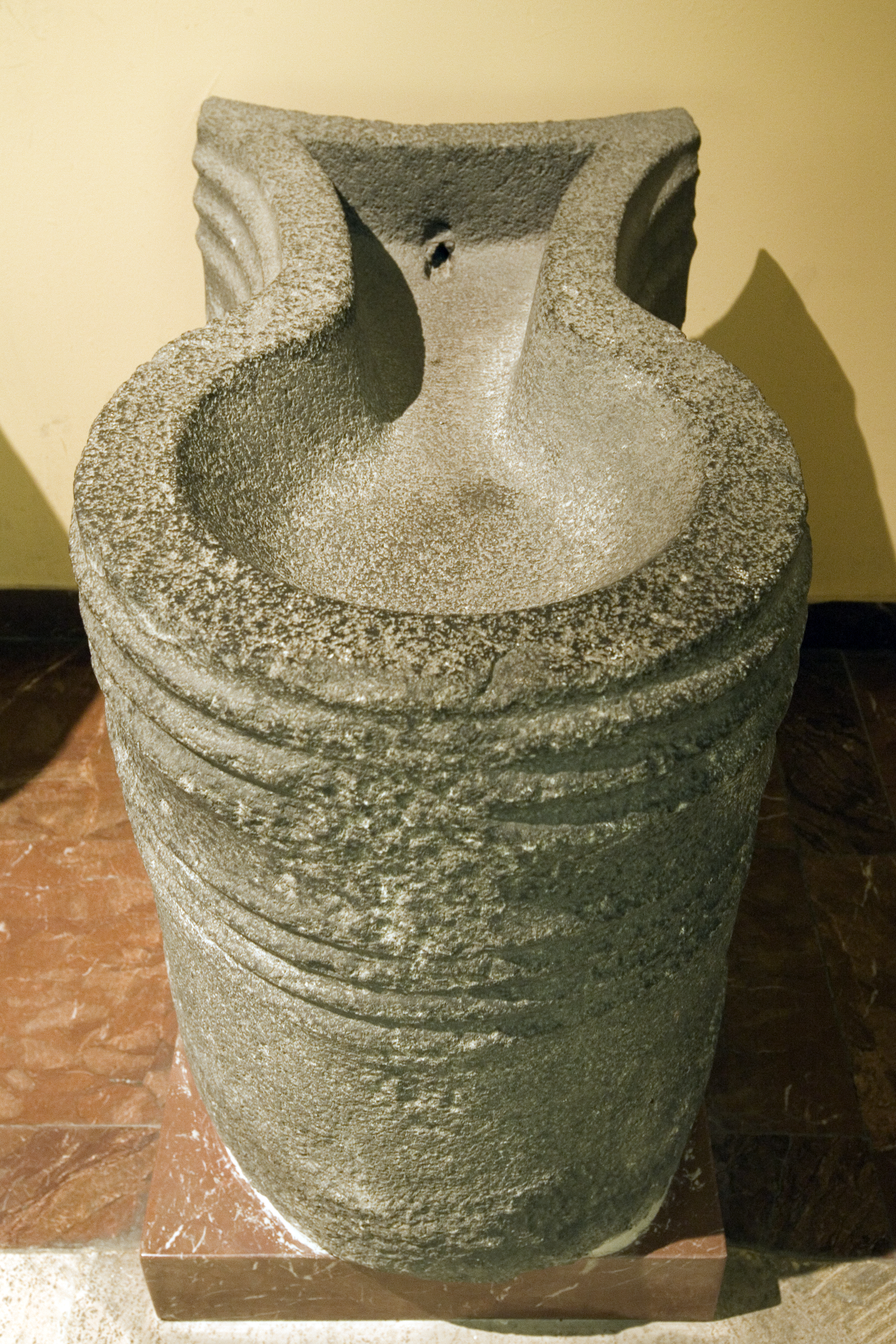
Жертвенный алтарь из храма бога Халди в Русахинили, Археологический музей Стамбула

## Ритуалы захоронений

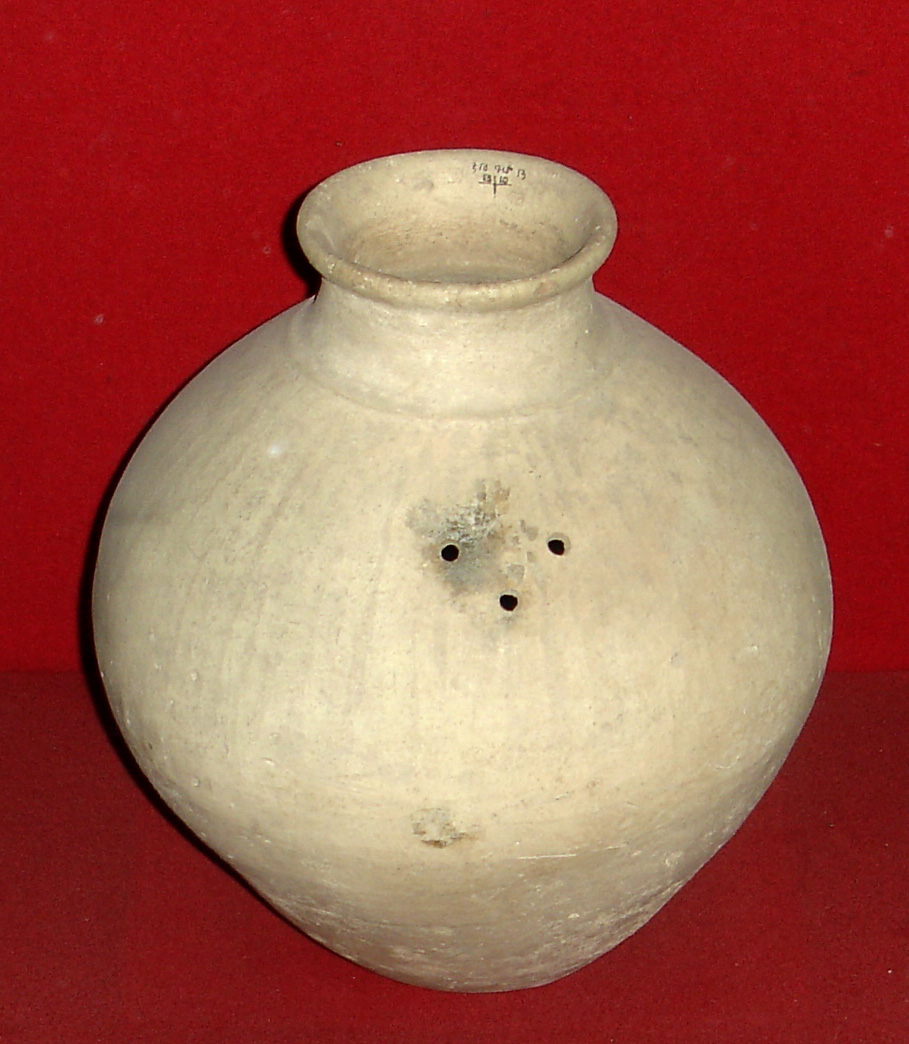
Урартская погребальная урна, Кармир-Блур, музей «Эребуни»